# Río Rositsa
El Rositsa (búlgaro: Росица) es un río en el centro del norte de Bulgaria, el más importante afluente por la izquierda del Yantra. Tiene 148,5 kilómetros de largo y una cuenca de drenaje de 2.260 kilómetros cuadrados. Su antiguo nombre era Lyginus.
El río tiene su origen en las montañas de los Balcanes Centrales entre el paso de Shipka al este y el  al oeste y fluye hacia el norte hasta Sevlievo, después de lo cual gira gradualmente de este a noreste hasta desembocar en el Yantra. Hay una presa en el río a unos 10-15 kilómetros después de Sevlievo, la presa Aleksandar Stamboliyski.
Un importante afluente es el Vidima, que desemboca en el Rositsa en Sevlievo. Otros afluentes son el Negoychevitsa, el Kravenishka, el Byala y el Bagareshtitsa por la izquierda, así como el Malobuhalshtitsa, el Zelenikovets y el Marishtnitsa por la derecha.